# Harpactea apollinea
Harpactea apollinea là một loài nhện trong họ Dysderidae.
Loài này thuộc chi Harpactea. Harpactea apollinea được miêu tả năm 1979 bởi Brignoli.